# La Chapelle-aux-Saints 1

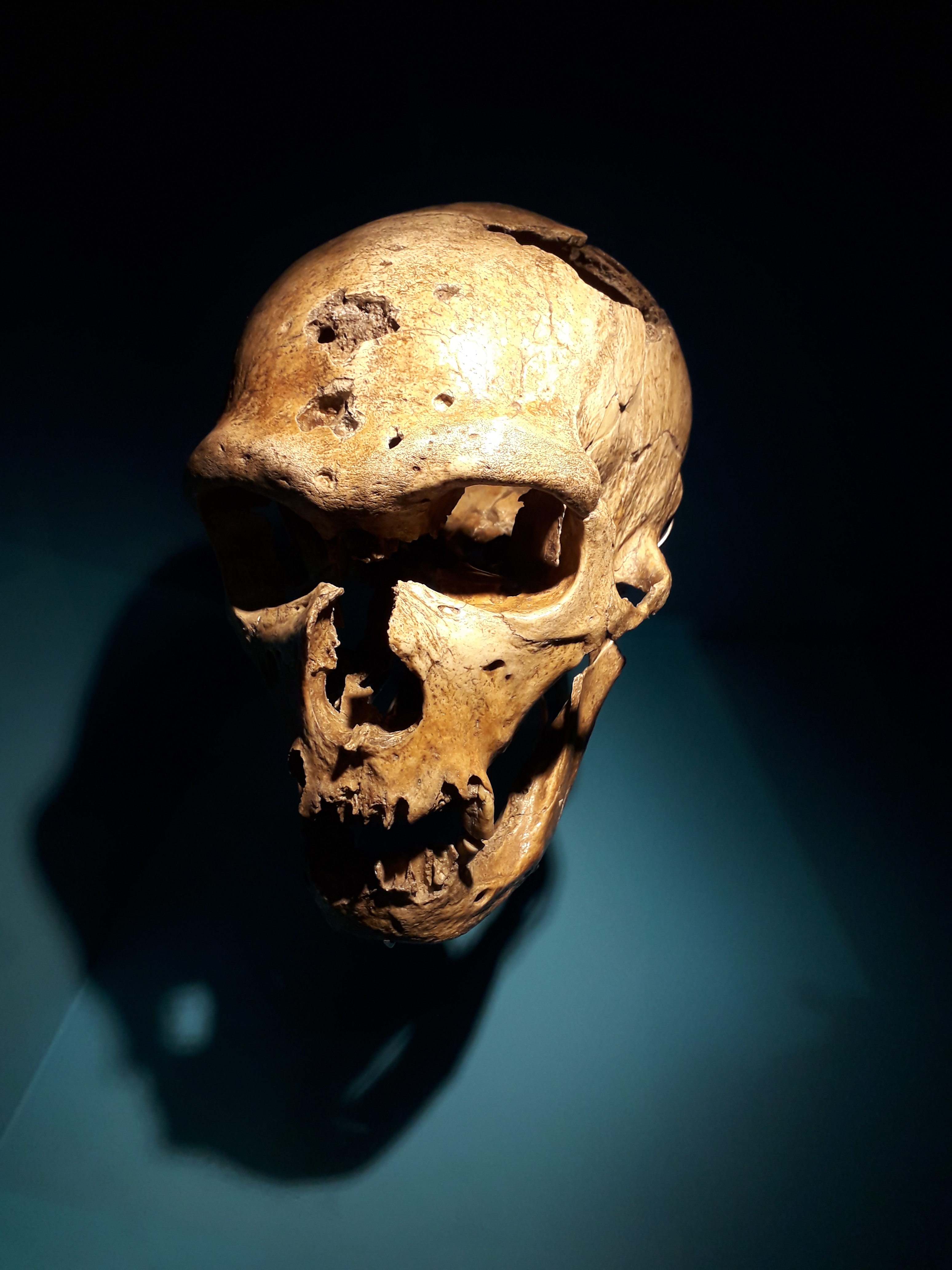
Schädel des Neandertalers La Chapelle-aux-Saints 1 (Original)

La Chapelle-aux-Saints 1 (auch: LCS1 oder „Alter Mann von La Chapelle“) ist die wissenschaftliche Bezeichnung eines im Jahr 1908 in der Nähe der französischen Gemeinde La Chapelle-aux-Saints geborgenen, sehr gut erhaltenen Skeletts eines Neandertalers (Homo neanderthalenis). Der Fund bestand aus einem fast vollständigen Schädel mit zugehörigem Unterkiefer sowie zahlreichen weiteren Körperknochen; er war seinerzeit das vollständigste bekannte Fossil eines Neandertalers. Erstmals beschrieben wurde der Fund bereits im Jahr 1909 durch seine Entdecker; eine ausführliche wissenschaftliche Beschreibung erfolgte ab 1913 durch Marcellin Boule. Dessen Publikationen prägten jahrzehntelang sowohl die wissenschaftlichen als auch die populärwissenschaftlichen Vorstellungen vom angeblich „äffischen“ Aussehen der Neandertaler.

## Entdeckung

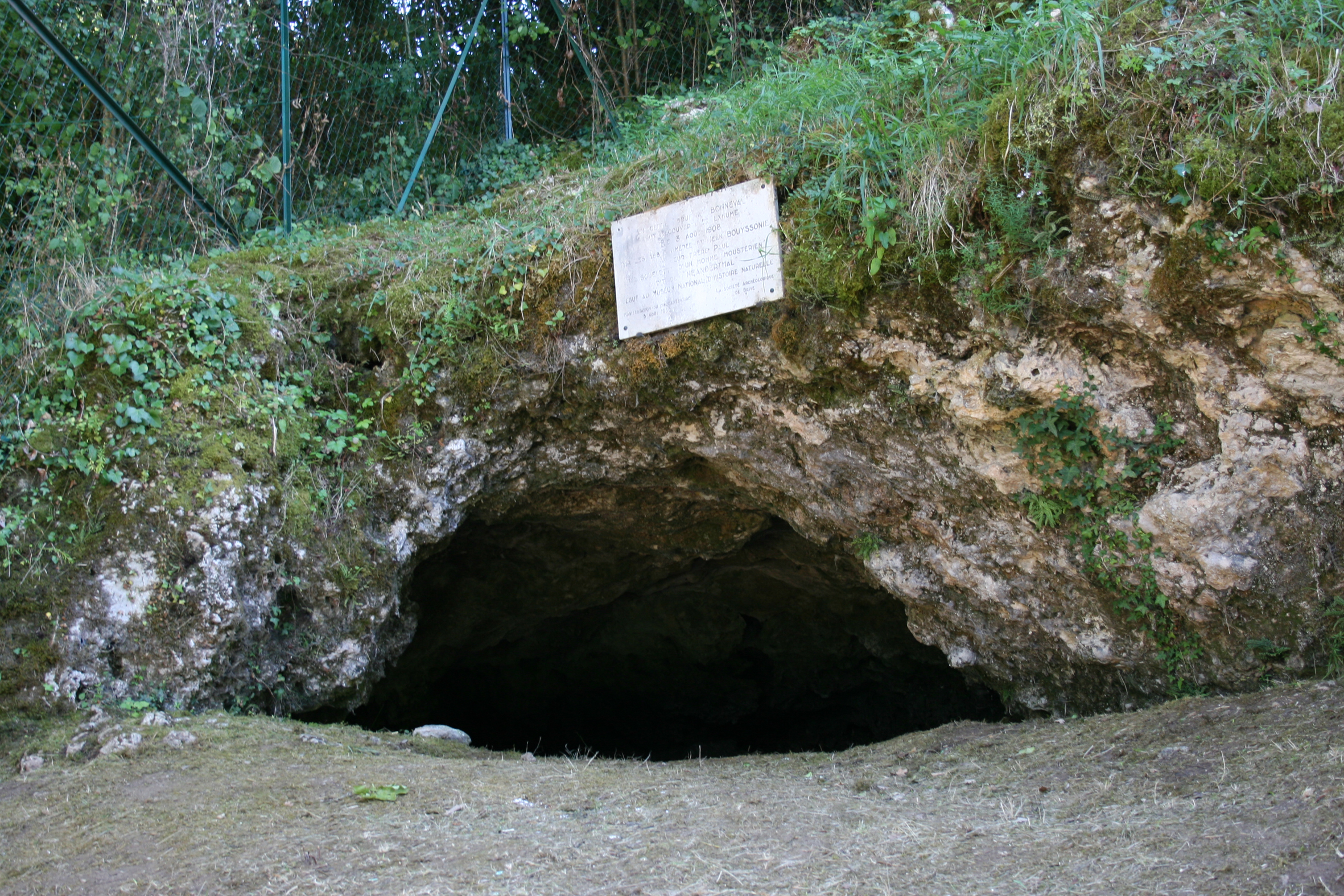
Der Fundort: La Bouffia Bonneval

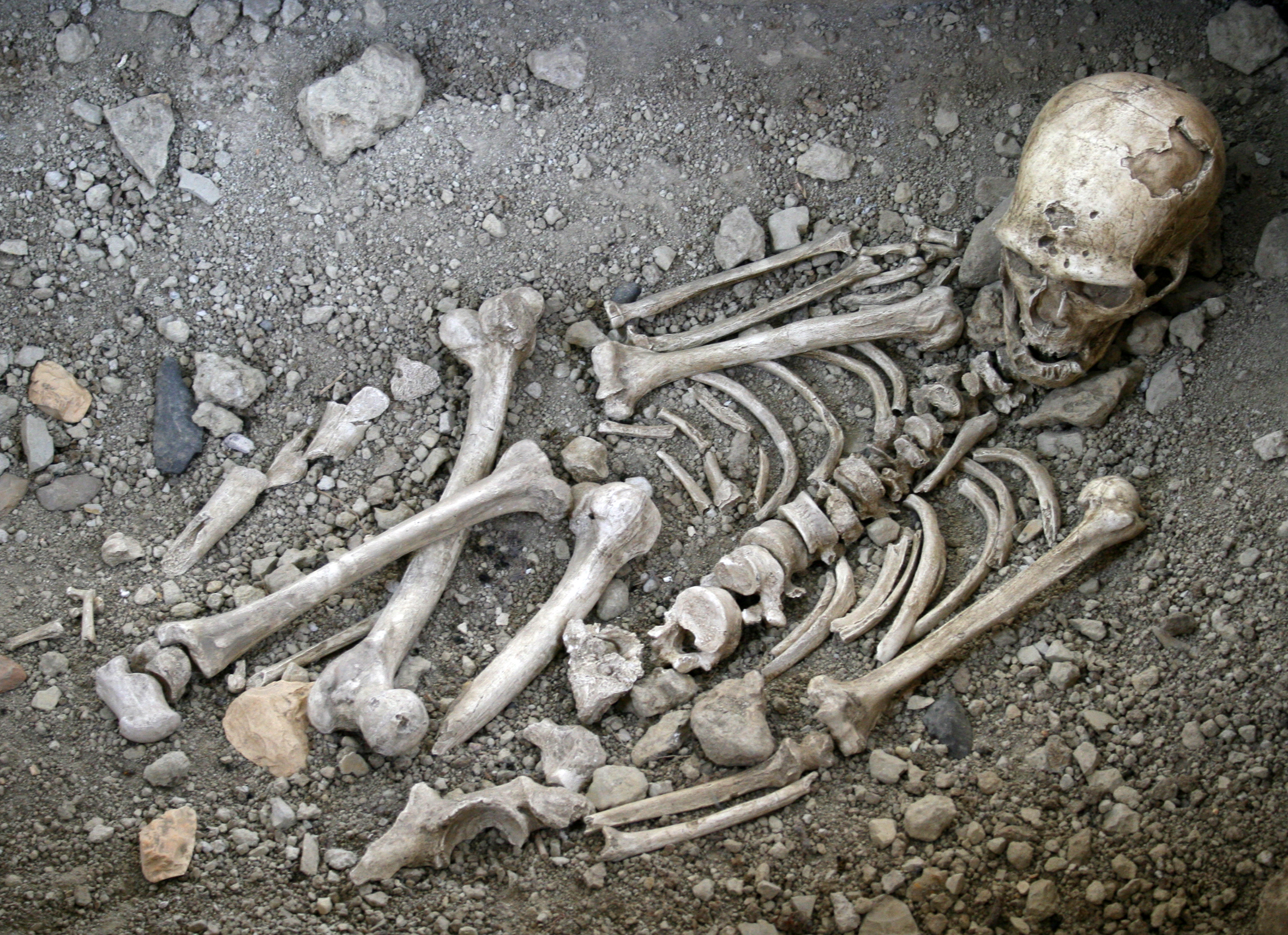
Rekonstruktion der Grablegung des Neandertalers von La Chapelle-aux-Saints

Die Fundstelle, eine kleine, ungefähr vier Meter breite Höhle mit diversen Siedlungsschichten, genannt La Bouffia Bonneval, wurde durch die Brüder Abbè Jean und Abbè Amèdèe Bouyssonie sowie durch deren Kollegen Abbè Louis Bardon seit dem Jahr 1905 im Verlauf ihrer gemeinsamen Bestandsaufnahme und Kartografierung von Ansammlungen prähistorischer Steinwerkzeuge aufgesucht. Im Verlauf einer Probegrabung stießen sie am 3. August 1908 in der Höhle in drei Metern Tiefe zunächst auf den Oberarmknochen eines Menschen und in dessen unmittelbarer Nähe auf einen „deutlich neandertalartigen“ Schädel („nettement neanderthaloide“). Da der Fund aus der gleichen Schicht stammte, in der auch bearbeitete Steinwerkzeuge lagen, die der mit der Kultur der Neandertaler assoziierten Epoche des Moustérien zuzuordnen waren, galt der Fossilfund von Beginn an als sicher datiert („partfaitement daté“). In jüngerer Zeit wurde diese frühe Datierung bestätigt und für das Fossil per Elektronenspinresonanz ein Alter von rund 45.000 bis 60.000 Jahren berechnet, das Alter bei Eintritt des Todes wird heute mit 40 bis 45 Jahren ausgewiesen. Das als männlich interpretierte Fossil lag mit stark angewinkelten Beinen, die Oberschenkel dicht an den Oberkörper geführt, auf dem Rücken. Der rechte Arm war gebeugt, die Hand am Kopf, der gegen die Grubenwand gedrückt war und durch ein paar Steine gestützt wurde; alle Knochen eingetieft in eine Grube von 145 × 100 × 30 cm, so dass schon die drei Abbès in ihrer Publikation von 1909 berichteten, der Tote sei dort bestattet worden („intentionnellement enseveli“), offenbar inmitten eines Wohnplatzes. Zunächst hatte man ein hohes Alter von 60 Jahren angenommen, daher die Bezeichnung „Alter Mann“; diese Vermutung wurde nach weiteren Analysen jedoch revidiert auf unter 50 Jahre. In der Nähe der Knochen befanden sich einige Ockerstückchen.
Schon die drei Entdecker – ausgewiesene Experten auf dem Gebiet der Steinwerkzeuge – hatten erkannt, dass bei ihrem Fund einige anatomischen Merkmale deutlich ausgebildet waren, die für einen (später so genannten) „klassischen Neandertaler“ typisch sind: unter anderem eine längsovale Schädelform, markante Überaugenwulste, eine relativ flache Stirn und ein fliehendes Kinn. Sie waren aber keine Fachmänner für das Verfassen von genauen morphologischen und anatomischen Beschreibungen ihres Knochenfundes. Deshalb wandten sie sich an Marcellin Boule, damals Direktor des Institut de Paléontologie humain am angesehenen Muséum national d’histoire naturelle in Paris und Inhaber des dort angesiedelten Lehrstuhls für Paläontologie.

## Fund-Analyse von 1911

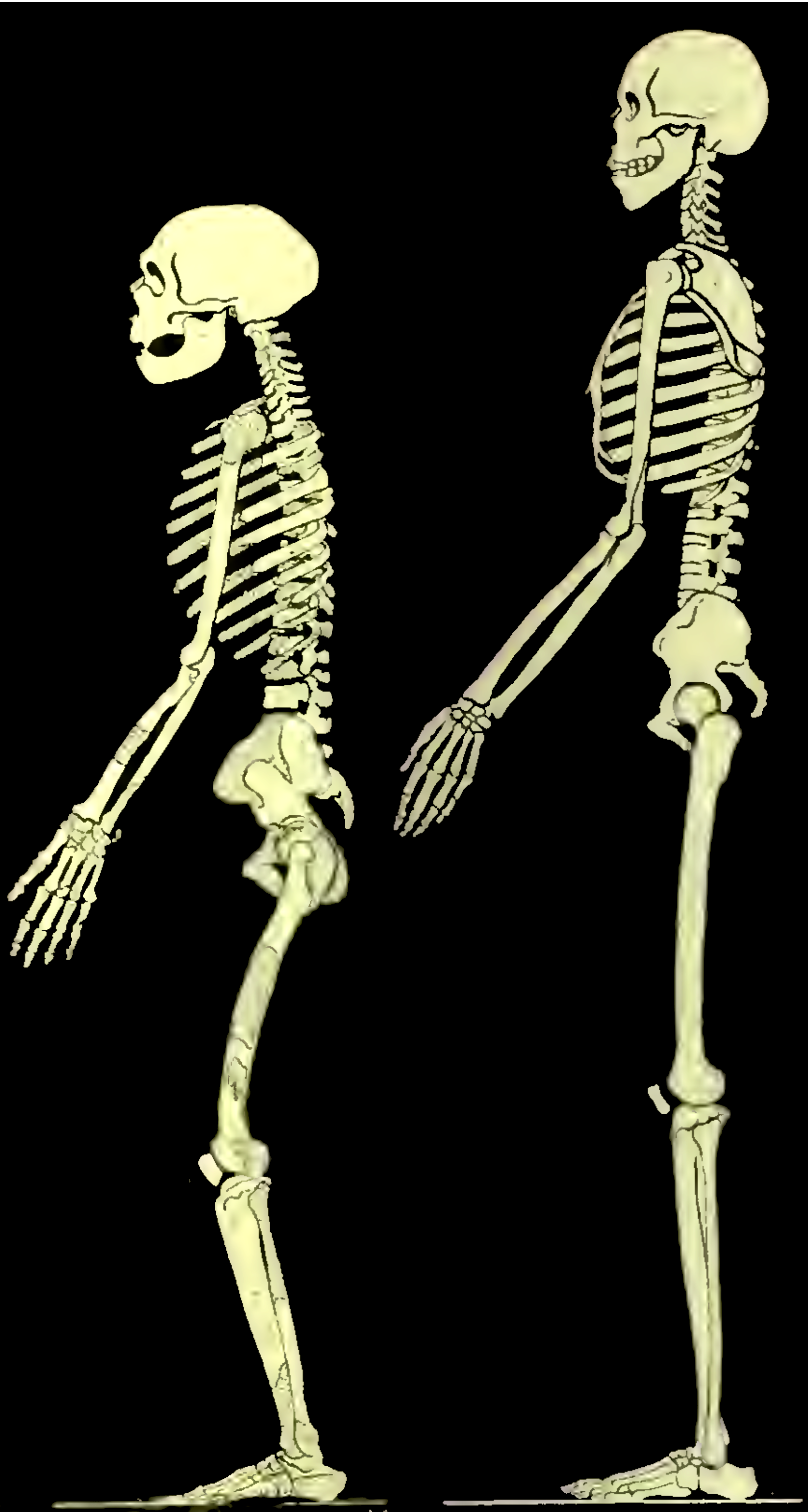
„Äffische“ Rekonstruktion des Neandertalers von La Chapelle-aux-Saints (links) durch Marcellin Boule im Vergleich mit einem Skelett des anatomisch modernen Menschen

Das Skelett von La-Chapelle-aux-Saints wurde von seinen Entdeckern zunächst im Haus der Brüder Bouyssonie aufbewahrt, gereinigt, Anfang 1909 nach Paris zu Marcellin Boule gebracht und ihm zur Untersuchung überlassen. In den folgenden zwei Jahren analysierte und zeichnete Boule jeden einzelnen Knochen und publizierte ab 1911 eine mehrteilige, insgesamt 278 Seiten lange Studie unter dem schlichten Titel L'homme fossile de La Chapelle-aux-Saints – „ein Meisterwerk. Diese Monografie war ein vollständiger Überblick über den „Alten Mann“, beginnend mit der Ausgrabung des Fossils und endend mit Vergleichen mit anderen Neandertaler-Funden aus ganz Europa. ‚L’Homme‘ bestand aus Kapiteln mit anatomischen Beschreibungen, mit sorgfältigen Messungen und Fotografien einzelner Knochen und der Fundstelle von La Chapelle. Jedes Kapitel umfasste Tabellen mit sorgfältigen Messungen und Vergleichen mit anderen Neandertalern (zumeist mit den Neandertalern aus Spy in Belgien) sowie mit diversen Menschenaffen. […] Die Studie enthielt zudem 16 wundervolle, detaillierte stereoskopische Drucke jedes einzelnen Knochens des Skelettes – 3-D-‚Data sharing‘ im Jahr 1911.“
Marcellin Boule beschrieb die anatomischen Merkmale des Schädels und der Knochen unterhalb des Schädels derart ausführlich und genau, weswegen der „Alte Mann“ rasch und für Jahrzehnte zum „Neandertaler par excellence“ wurde, das heißt zum wichtigsten Bezugs- und Vergleichobjekt für neu entdeckte Neandertaler – bedeutender als das namensgebende Fossil Neandertal 1 aus der Nähe von Düsseldorf. Dies war vor allem auch dem Umstand geschuldet, dass der „Alte Mann“ alle typischen Merkmale des „klassischen Neandertalers“ aufweist:
- ovaler, längsgezogener Schädel mit flacher Stirn
- markante Überaugenbögen
- große Nasenöffnung und Augenhöhlen
- fliehendes Kinn
- Gliedmaßenknochen mit großen Gelenkflächen
- Halswirbel mit langen Dornfortsätzen
- lange Schlüsselbeine und breite Schulterblätter
- robuste Lenden- und Brustwirbel
- kräftige Rippen und tiefer Brustkorb
- sowie stark ausgeprägte Ansatzstellen für Nacken- und Schultermuskulatur
- insgesamt eine stämmige, robuste Erscheinung[10]

Auffällig an diesem Fossil (und auch Boule nicht entgangen) sind zudem die weitgehend bereits zur Lebenszeit verlorengegangenen Zähne sowie Anzeichen von fortgeschrittener Arthritis, die zu Einschränkungen der Beweglichkeit und zu Hilfebedürftigkeit geführt haben müssen.
Boules Studie war damals „die bei weitem umfassendste zur Anatomie und Verwandtschaft der Neandertaler“, seine Rekonstruktion der Körperhaltung bestimmte daher Ian Tattersall zufolge „das Bild der Neandertaler für die nächsten Jahre. Dies war – um es gelinde zu sagen – ein Unglück, da Boule sehr klare Vorstellungen vom Neandertaler besaß.“ Boule „unternahm alles, um zu belegen, daß die Neandertaler in nahezu allen erdenklichen Merkmalen anatomisch einfacher gebaut waren als moderne Menschen.“ Er ignorierte das große Gehirn, „nach seinen eigenen Angaben mehr als 1600 ml, und porträtierte die Neandertaler als Dummköpfe mit gebeugten Knien, schiefem Hals, schlaffer Körperhaltung, Greiffüßen und unterentwickeltem Gehirn.“ Diese vorurteilsbelastete Interpretation des morphologischen Gefüges der Neandertaler-Knochen, „primitiv“ und „äffisch“, mit opponierbarer großer Zehe wie beim Schimpansen, prägte nicht nur den wissenschaftlichen Diskurs bis in die 1950er-Jahre, sondern ging – wesentlich länger – auch ein in die Abbildungen populärwissenschaftlicher Bücher zur Stammesgeschichte des Menschen und in die Dioramen der naturkundlichen Museen.

## Revision der angeblichen Primitivität

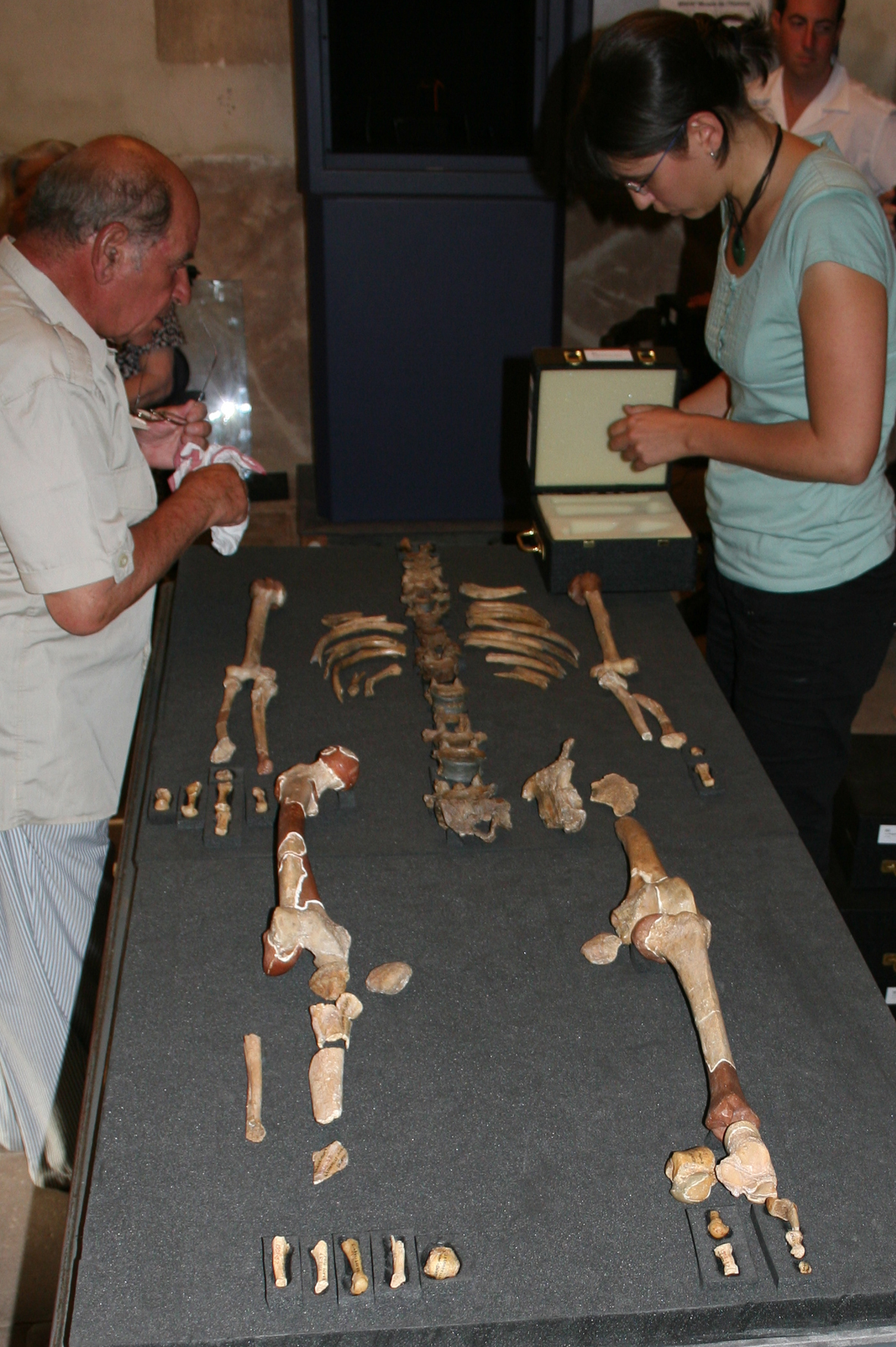
Zusammenschau der Knochen unterhalb des Schädels (Originale)

„Die Verallgemeinerung der vornübergebeugten arthritischen Schonhaltung des ‚Alten Mannes‘ auf alle Neandertaler“ überdauerte selbst den Tod Boules im Jahr 1942, da sich aufgrund seines großen Ansehens „bis in die 1950er-Jahre niemand die Mühe machte, seine Darlegungen zu überprüfen oder zu ergänzen.“ Mitte 1955 jedoch, im Verlauf des VI. International Anatomic Congress in Paris, beschafften sich William L. Strauss und A. J. E. Cave Zugang zu den originalen Knochen und waren erstaunt „über den unerwarteten Schweregrad der osteoarthritischen Verformungen der Wirbelsäule.“ Zwei Jahre später veröffentlichten die beiden britischen Anatomen eine umfangreiche Neubewertung der Anatomie des „Alten Mannes“ und argumentierten u. a., dass er – ohne die Folgen seiner schweren Erkrankung – sehr wohl aufrecht gegangen wäre. In einer Studie von Erik Trinkaus wurden im Jahr 1985 die Befunde von Strauss und Cave bestätigt; Trinkaus wies jedoch zugleich darauf hin, dass die zahlreichen degenerativen Veränderungen an Wirbeln, Hüft- und Oberarmknochen sowie eine gebrochene Rippe letztlich keinen nennenswerten Einfluss auf seine Körperhaltung hatten – deren gebückte, „äffische“ Rekonstruktion sei (in Kombination mit morphologischen Fehldeutungen) eine Folge von Vorurteilen Boules gewesen. Die vergleichsweise hohen Verschleißerscheinungen am Skelett des „Alten Mannes“ hatten bei ersten Analysen zur Annahme einer hohen Lebenserwartung bei Neandertalern geführt; erst später setzte sich die Erkenntnis durch, dass die Lebenserwartung derjenigen, die nicht schon als Kinder verstorben waren, bei nur 35 bis 40 Jahren lag.
Die Abkehr von der Beschreibung der Neandertaler als „primitiv“ öffnete schließlich auch den Blick auf mutmaßliche soziale Fürsorge in deren Gruppen: Obwohl der „Alte Mann“ fast alle Zähne verloren hatte und in seiner Beweglichkeit stark eingeschränkt war, hat er dennoch ein vergleichsweise hohes Lebensalter erreicht und war vermutlich schon Jahre vor seinem Tod auf Hilfestellungen aus seiner Gruppe angewiesen.
Unbekannt ist, seit wann die Neandertaler begannen, Vertiefungen als „Grabstätten“ auszuheben und vor welchem Hintergrund: als „Versteck“ vor Aasräubern oder im Gedenken an Verstorbene; als gesichert gilt allerdings die absichtsvolle Grablegung des „Alten Mannes“, da sich die Füllung der Grube farblich eindeutig vom umgebenden Sediment unterschied. Oberhalb des Kopfes des „Alten Mannes“ wurde das unvollständige Bein eines Rindes gefunden, dessen Zuordnung als „Grabbeigabe“ – wie Knochen- oder Steingerät-Funde in anderen Moustérien-Gräbern – aber umstritten ist: „Diese könnten als Ausrüstung und zur Versorgung im späteren Leben gemeint gewesen sein, es wäre aber auch denkbar, daß sie als allgegenwärtige Gegenstände des Wohnraumes eher zufällig mit in das Grab gelangten.“ Für die ebenfalls gefundenen Farbmineralstücke – offenbar aus Abrieb herrührend – kann dies eher angenommen werden.
Anfang 2014 berichtete eine französische Forschergruppe über die Ergebnisse einer insgesamt zwölfjährigen Nachgrabung in der Bouffia Bonneval. Im Verlauf dieser Erkundungen wurden nicht nur die Belege für eine absichtsvolle Grablegung bestätigt, es wurden auch Hinweise darauf gefunden, dass der Tote tatsächlich begraben, die Leiche also bald nach der Ablage in der Grube mit Erde überdeckt wurde. Zugleich wurde berichtet, dass vier dem „Alten  Mann“ zugehörige Knochenfragmente neu entdeckt wurden und neun andere Knochenreste geborgen wurden, die vermutlich zwei Neandertaler-Kindern und einem erwachsenen Neandertaler zuzuordnen sind.

## Belege
1. 1 2  Les Abbés A. et J. Bouyssonie et L. Bardon: Découverte d'un squelette humain moustérien à La Bouffia de la Chapelle-aux-Saints (Corrèze). In: L' Anthropologie. Band 19, 1909, S. 513–518, Volltext (PDF) (Memento vom 27. März 2019 im Internet Archive).
2. ↑  Marcellin Boule: L'homme fossile de La Chapelle-aux-Saints. In: Annales de paléontologie. Bände VI (S. 111–172), VII (S. 21–56; 85–192), VIII (S. 1–70), 1911–1913. Masson, Paris 1913. Volltext (PDF).
3. ↑  Rainer Grün und Chris Stringer: Electron Spin Resonance Dating and the Evolution of Modern Humans. In: Archaeometry. Band 33, Nr. 2, 1991, S. 153–199, doi:10.1111/j.1475-4754.1991.tb00696.x, Volltext (PDF). (Memento vom 6. Juni 2018 im Internet Archive)
4. ↑  Bernard Wood: Wiley-Blackwell Encyclopedia of Human Evolution. Wiley-Blackwell, 2011, S. 428, ISBN 978-1-4051-5510-6.
5. 1 2  Gerhard Bosinski: Gräber und Friedhöfe. In: Elmar-Björn Krause (Hrsg.): Die Neandertaler. Edition Archaea, Gelsenkirchen 1999, S. 63 f., ISBN 978-3-929439-76-2.
6. 1 2  Ian Tattersall: Puzzle Menschwerdung. Spektrum Verlag, Heidelberg 1997, ISBN 3-8274-0140-2, S. 65.
7. 1 2  Ralf. W. Schmitz und Jürgen Thissen: Neandertal – die Geschichte geht weiter. Spektrum Verlag, Heidelberg 2002, ISBN 3-8274-1345-1, S. 110.
8. ↑  Lydia Pyne:  The Old Man of La Chapelle: The Patriarch of Paleo. Kapitel 1 in: Dies.: Seven Skeletons. The Evolution of the World's Most Famous Human Fossils. Viking, New York 2016, S. 24–25, ISBN 978-0-525-42985-2.
9. ↑  Friedemann Schrenk und Stephanie Müller: Die Neandertaler. C. H. Beck, München 2005, ISBN 3-406-50873-1, S. 77.
10. ↑  Winfried Henke: Erscheinungsbild. In: Elmar-Björn Krause (Hrsg.): Die Neandertaler. Edition Archaea, Gelsenkirchen 1999, ISBN 3-929439-76-X, S. 17 f.
11. ↑  Neil Tappen: The Dentition of the “Old Man” of La Chapelle-aux-Saints and Inferences Concerning Neanderthal Behavior. In: American Journal of Physical Anthropology. Band 67, Nr. 1, 1985, S. 43–50, doi:10.1002/ajpa.1330670106.
12. ↑   Ian Tattersall: Neandertaler. Der Streit um unsere Ahnen. Birkhäuser, Basel 1999, S. 88–89, ISBN 3-7643-6051-8.
13. ↑   Lydia Pyne, The Old Man of La Chapelle, S. 41–43.
14. ↑  Steve Jones, Robert Martin, David Pilbeam und Sarah Bunney (Hrsg.): The Cambridge Encyclopedia of Human Evolution. Cambridge University Press, Cambridge 1992, S. 446, ISBN 0-521-32370-3.
15. ↑   Lydia Pyne, The Old Man of La Chapelle, S. 37.
16. ↑  William L. Straus, Jr., und A. J. E. Cave: Pathology and the Posture of Neanderthal Man. In: The Quarterly Review of Biology. Band 32, Nr. 4, 1957, S. 348–363, doi:10.1086/401979.
17. ↑  Erik Trinkaus: Pathology and posture of the La Chapelle-aux-Saints Neanderthal. In: American Journal of Physical Anthropology. Band 67, Nr. 1, 1985, S. 19–41, doi:10.1002/ajpa.1330670105.
18. ↑  Herbert Ullrich: Fürsorge für Alte und Kranke. In: Elmar-Björn Krause (Hrsg.): Die Neandertaler. Edition Archaea, Gelsenkirchen 1999, ISBN 3-929439-76-X, S. 121.
19. ↑   Ian Tattersall, Neandertaler. Der Streit um unsere Ahnen, S. 167.
20. ↑  Ian Tattersall, Neandertaler. Der Streit um unsere Ahnen, S. 170.
21. ↑  Ralf. W. Schmitz und Jürgen Thissen: Neandertal – die Geschichte geht weiter. Spektrum Verlag, Heidelberg 2002, ISBN 3-8274-1345-1, S. 166 und 171.
22. ↑  William Rendu, Cédric Beauval, Isabelle Crevecoeur [...] und Bruno Maureille: Evidence supporting an intentional Neandertal burial at La Chapelle-aux-Saints. In: PNAS. Band 111, Nr. 1, 2014, S. 81–86, doi:10.1073/pnas.1316780110 
 Das Rätsel um den Mann namens „LCS1“. Auf: welt.de vom 20. Januar 2014.